# José Goulão
José Manuel Goulão (26 de Junho de 1950) é um jornalista português. Iniciou atividade n'A Capital, em 1974, e trabalhou n'O Diário, no Semanário Económico e na revista Vida Mundial, de cuja última série foi diretor. Foi também diretor de comunicação do Sporting Clube de Portugal.
Fez carreira na área de política internacional, especialmente nas questões do Médio Oriente, sendo os seus comentários nesta matéria frequentemente requisitados por diversos órgãos de comunicação social, como a TSF e a RTP.